# Uluru
Uluru, també conegut com a Ayers Rock, és una formació rocosa que hi ha al centre d'Austràlia, a 400 quilòmetres al sud-oest d'Alice Springs.
Uluru és una gran formació de gres que hi ha al Territori del Nord. És una formació de roca aïllada (geològicament) en un terreny, el que es coneix com a "inselberg". Són les restes d'erosió lenta d'una serralada de muntanyes. El tret més destacable d'Uluru és la seva homogeneïtat i la manca de fractures a la seva superfície. És el segon monòlit més gran del món, amb més de 348 metres d'altitud, 9 quilòmetres de contorn i 2,5 quilòmetres sota terra.
Per als aborígens, Uluru és una muntanya sagrada.

## Descripció
Uluru és una de les icones naturals més famoses d'Austràlia. La formació rocosa s'eleva 318 metres sobre el terreny circumdant i 863 sobre el nivell del mar, encara que la major part és sota terra. El contorn del monòlit fa 9,4 quilòmetres. Tant Uluru com Kata Tjuta (unes muntanyes rocoses situades uns 25 quilòmetres a ponent) tenen un gran significat cultural per als habitants tradicionals anangu, que organitzen visites guiades per informar els turistes sobre la fauna i flora locals, sobre els recursos alimentaris naturals de la zona i sobre les seves llegendes autòctones.
La superfície del monòlit canvia de color segons la inclinació dels rajos solars, tant al llarg del dia com en les diferents estacions de l'any. És particularment famosa la imatge d'Uluru a la tardor, quan es torna d'un color vermell brillant. A pesar que la pluja és poc freqüent en aquesta zona semiàrida, durant els períodes humits, la roca agafa una tonalitat gris platejat, amb franges negres causades per les algues que creixen als cursos intermitents d'aigua.

## Composició
Uluru està format per arcosa, un tipus de gres caracteritzat per l'abundància de feldespat i alguns conglomerats. La composició mitjana és d'un 50% de feldespat, un 25-30% de quars i un 25% de fragments de roca. La majoria de feldespat és K-feldespat. Els granits fan de 2 a 4 mil·límetres de diàmetre i són d'angulars a subangulars. El gres, més fi, és variat, amb llocs on creix o decreix la mida del gra. Els fragments de roca inclouen basalt arrodonit, substituït a diferent nivells per clorita i epidot. Els estrats d'Uluru són gairebé verticals, i es capbussen cap al sud-est 85º, amb un gruix de 2,4 metres. Originàriament, la roca era sorra dipositada com a part d'un extens con de dejecció.

## Procés de formació

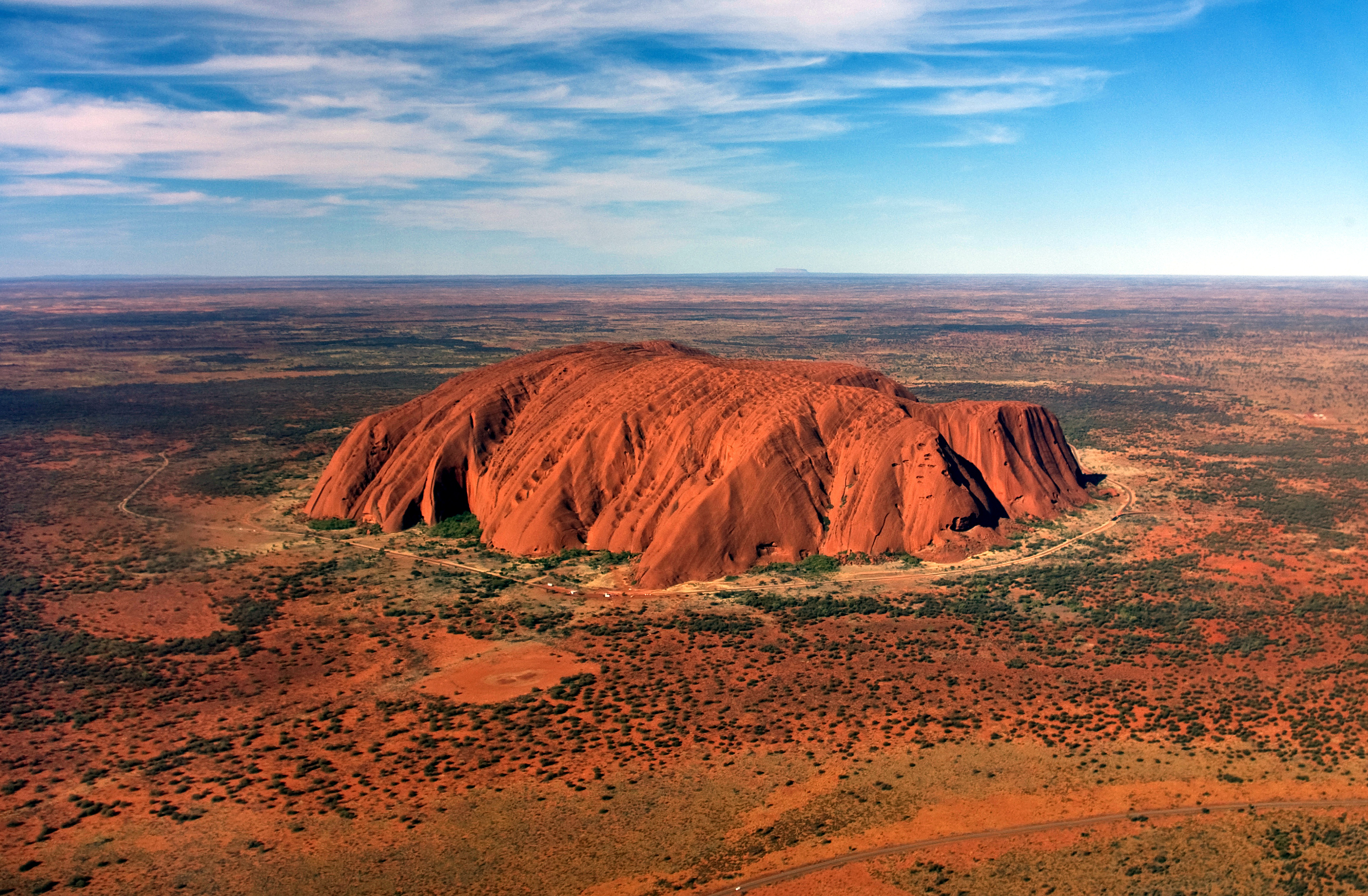
Vista d'Uluru

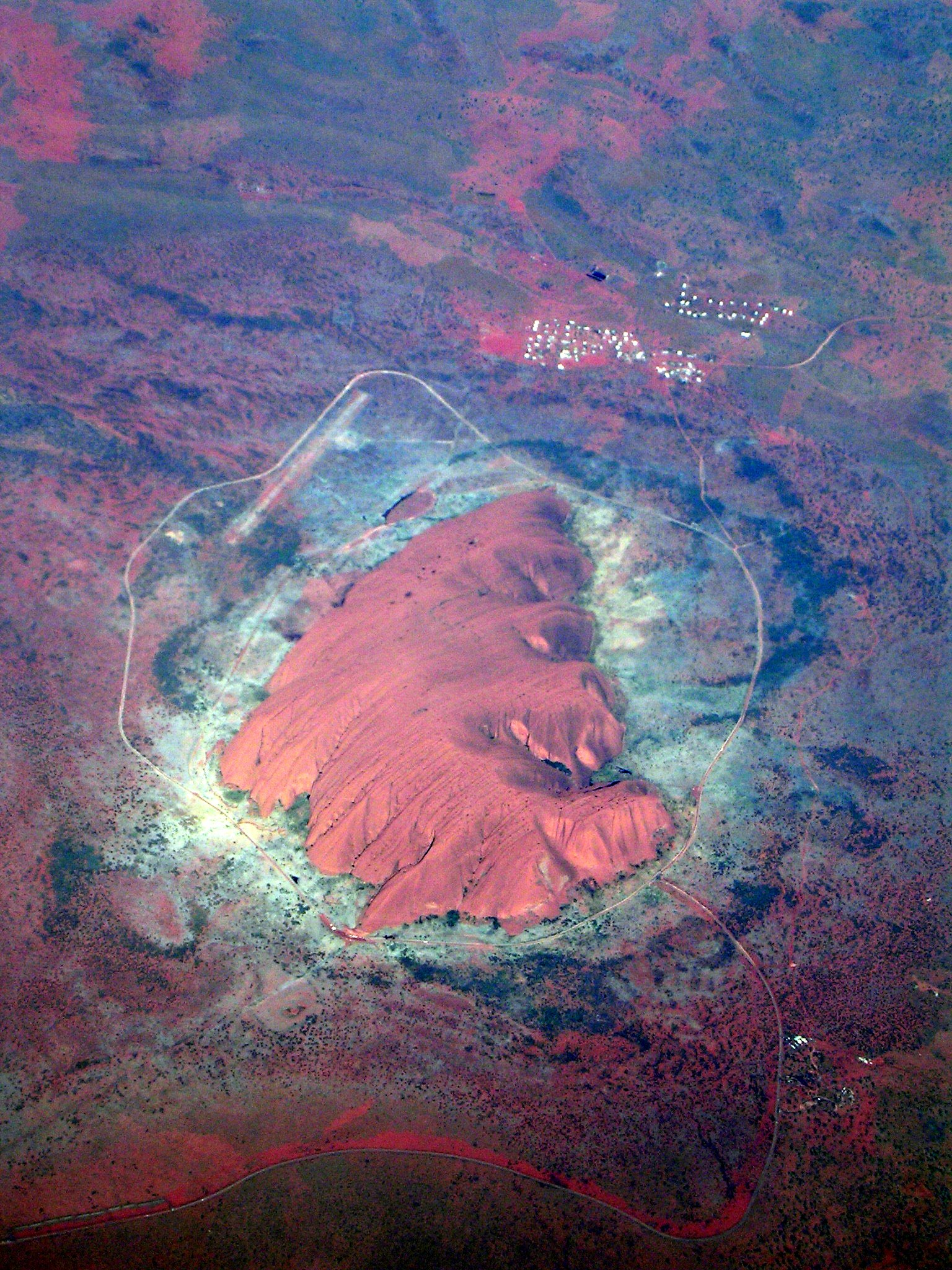
Imatge aèria d'Uluru

El procés de formació d'Uluru comença amb la creació d'un con de dejecció fa uns 550 milions d'anys. Inicialment, les Peterman Ranges eren més grans que ara, però l'aigua, que va erosionar la sorra i la roca, va fer baixar els sediments i va crear aquest gran con de dejecció, format, majoritàriament, per sorra. El con tenia quilòmetres de gruix. Més tard, fa 550 Ma, tota la zona va quedar coberta pel mar. La sorra i el fang van caure al fons del mar i el van cobrir. El pes del nou fons marí va fer que els sediments acumulats al con de dejecció es tornessin roca; concretament, gres. Fa uns 400 Ma, hi va haver una regressió marina i va tornar a quedar al descobert, alhora que el terreny començava a ser sotmès a forces massives, que van fer que les capes de gres adquirissin una inclinació de gairebé 90°. Durant els últims 300 milions d'anys, les roques més toves s'han erosionat i han marxat, i han deixat la part del con de dejecció al descobert. L'àrea del voltant s'ha cobert de sorra portada pel vent i de dunes des de fa 30.000 anys. Uluru és la punta d'una enorme llosa de roca que continua sota terra, possiblement fins a 5 o 6 quilòmetres de profunditat.

## Significat religiós
Per als indígenes australians, Uluru és sagrat. A més, es tracta d'un fenomen geològic peculiar i té un gran valor paisatgístic. Tot plegat ha fet que aquest lloc s'hagi declarat Patrimoni de la Humanitat. Val a dir que Uluru és dins d'un parc nacional i això en garanteix la protecció.

## Turisme
Uluru s'ha explotat turísticament des de fa més de mig segle. Això ha fet que s'hagin anat establint un conjunt de normes per a preservar la zona. La més controvertida ha estat la que permet pujar al cim. Al llarg d'aquests cinquanta anys, aquesta llei s'ha anat modificant.
L'any 1987 la UNESCO el va declarar Patrimoni de la Humanitat. Des d'aleshores el nombre de visitants ha anat creixent, arribant als 400.000 cap a l'any 2000.

### Ascensió
El 1983 el primer ministre d'Austràlia, Bob Hawke, va prometre tornar la propietat de la terra als Anangu i va acceptar el pla de 10 punts que incloïa la prohibició d'escalar l'Uluru, degut al gran significat espiritual que té la muntanya per a ells. Però no va ser fins a l'any 2017 que el consell directiu de l'Uluru-Kata National Park va prohibir l'escalada de l'Uluru. El 26 d'octubre del 2019 va entrar en vigor la prohibició i es van retirar les cadenes a mode de barana que s'hi havien col·locat el 1964 per facilitar l'ascens.